# Michele Morrone
Michele Morrone (Bitonto, Bari Italia; 3 de octubre de 1990) es un actor, modelo y cantante italiano que ha participado en diversas películas italianas y polacas, siendo su papel más destacado el que interpreta en la película 365 Dni.

## Biografía
Nació el 3 de octubre de 1990 en Bitonto, Bari Italia. Estudió artes escénicas teatrales en el Teatro Fraschini Di Pavia. Inició su carrera realizando pequeños papeles en obras de teatro. 

### Primeros años y salto a la fama
Después de ganar experiencia, comenzó a realizar papeles protagónicos también en obras teatrales. Actuó en Il tempo di una sigaretta y también participó en la serie Che Dio ci aiuti. En 2012 fue elegido para interpretar el papel principal en E la vita continua. En 2016 formó parte de la undécima edición de la versión italiana de Dancing with the stars (Ballando con le Stelle), y quedó en segundo lugar. En 2019, protagonizó el largometraje Bar Joseph.

### 2020: 365 Días
En 2020 alcanzó fama internacional con su papel de Massimo Torricelli en la película 365 Dni. La película se estrenó en Polonia el 7 de febrero de 2020 y posteriormente estuvo disponible en Netflix. Ganó rápidamente reconocimiento mundial, particularmente debido a las escenas eróticas que se parecían a las de la película de 2015, 50 Sombras de Grey. En 2021 se anunció la secuela de la película, donde vuelve a interpretar al protagonista.

### Carrera como cantante
Es guitarrista profesional y cantante. Una de sus canciones más famosas es «Feel It», la cual fue interpretada en la película que protagoniza, 365 Días. Lanzó un disco titulado «Dark Room», donde se incluyen las canciones «Hard For Me», «Watch Me Burn», «Do It Like That» o «Rain in the Heart».
Ha obtenido más de 2,04 millones de suscriptores y más de 407 millones de visitas en general en su canal de Youtube (5 de noviembre de 2024). El videoclip más visualizado de su canal de Youtube es «Hard for me», que ha ganado 79 millones de visitas.

## Vida personal
Su padre era trabajador de construcción y falleció cuando Michele tenía solo 12 años. Tiene tres hermanas mayores.
Se casó en 2014 con Rouba Saadeh, diseñadora libanesa. Tiene dos hijos, Marcus Morrone (2014) y Brando Morrone (2017). Michele y Rouba se divorciaron en 2018. Pasó por un mal momento después de su divorcio, sobre lo que dijo: «Hace un año y medio estaba a punto de dejarlo todo, no quería actuar más. Estaba en un estado de depresión grave después de divorciarme de mi esposa. Encontré trabajo como jardinero en una aldea remota de 1000 habitantes porque no tenía más dinero en el bolsillo». Añadió: «Pero la vida es extraña. Cuando estás deprimido, el destino te pone delante el tren correcto y si eres fuerte puedes cogerlo. Cree siempre en ti mismo».

## Filmografía

### Cine
| Año  | Título                   | Personaje                                   | Notas        |
| ---- | ------------------------ | ------------------------------------------- | ------------ |
| 2017 | Who's the Beast          | Peter                                       | Cortometraje |
| 2018 | L'ultimo giorno del toro | Valerio                                     |              |
| 2019 | Bar Giuseppe             | Luigi                                       |              |
| 2020 | 365 Dni                  | Don Massimo Torricelli                      |              |
| 2022 | 365 días: Aquel día      | Dom Massimo Torricelli / Adriano Torricelli |              |
| 2024 | Subservience             | Nick                                        |              |
| 2025 | Otro pequeño favor       | Dante Versano                               |              |

### Televisión
| Año  | Título                      | Personaje              | Notas                  |
| ---- | --------------------------- | ---------------------- | ---------------------- |
| 2015 | Provaci ancora prof!        | Bruno Sacchi           | 1 episodio             |
| 2016 | Dancing with the stars      | Él mismo - concursante | 10 programas           |
| 2017 | Sirene                      | Ares                   | 6 episodios            |
| 2018 | Renata Fonte                | Marcello My            | Película de televisión |
| 2019 | Medici: Masters of Florence | Ship Captain           | 2 episodios            |
| 2019 | The Trial                   | Claudio Cavalleri      | 1 episodio             |

## Discografía

### Álbumes de estudio
| Título    | Detalles | Mejores posiciones | Mejores posiciones | Mejores posiciones | Mejores posiciones | Mejores posiciones |
| Título    | Detalles | SWI                | FR                 | BE (Wal)           | PL                 | GER                |
| --------- | --- | ------------------ | ------------------ | ------------------ | ------------------ | ------------------ |
| Dark Room | - Lanzamiento: 14 de febrero de 2020 - Discográfica: Universal Music & Polydor Germany - Formato: CD, descarga digital | 63                 | 195                | 178                | 2                  | 72                 |

### Sencillos
| Año                                                                                       | Título          | Posiciones   | Posiciones           | Posiciones | Posiciones | Certificaciones | Álbum     |
| Año                                                                                       | Título          | PL (airplay) | PL (airplay nowości) | RUM        | MDA        | Certificaciones | Álbum     |
| ----------------------------------------------------------------------------------------- | --------------- | ------------ | -------------------- | ---------- | ---------- | --------------- | --------- |
| 2020                                                                                      | «Feel It»       | 27           | 5                    | 72         | 50         | - POL: Platino  | Dark Room |
| 2020                                                                                      | «Watch Me Burn» | —            | —                    | —          | —          |                 | Dark Room |
| 2021                                                                                      | «Beautiful»     | —            | —                    | —          | —          |                 | Sin álbum |
| "—" denota una canción que no ha entrado en lista o no ha sido lanzada en ese territorio. |                 |              |                      |            |            |                 |           |